# Miguel Ortiz (actor)
Miguel Ortiz Llonis, (Madrid, 23 de marzo de 1963) es un actor y presentador de televisión español.

## Biografía
Iniciado en el mundo del teatro, debuta en 1984 con la película Poppers de José María Castellví junto a Alfredo Mayo. En los años siguientes interviene en Adiós pequeña (1986), de Imanol Uribe; En penumbra (1987) de José Luis Lozano y A solas contigo (1990), de Eduardo Campoy, con Victoria Abril e Imanol Arias.
Por su parte, y sobre los escenarios, en 1986, interpreta Lázaro en el laberinto (1986), de Antonio Buero Vallejo y La belleza del Diablo, con Amparo Larrañaga. 
También participó en Los ochenta son nuestros.
En 1991 da el salto a televisión cuando es seleccionado como copresentador de El programa de Hermida, magacín conducido por Jesús Hermida para Antena 3 y en el que también debutaron ante las cámaras Carlos García Hirschfeld y Belinda Washington.
Inicia en ese momento su trayectoria como presentador de televisión que le lleva a conducir sucesivamente: el musical Quiéreme mucho (1992), en Antena 3, No te rías, que es peor (1993-1994), en TVE, Ta tocao (1994-1995), el concurso infantil Zona de juego (1995) y el musical Hola, ola (1996), junto a María Adánez de nuevo en TVE.
Compagina su trayectoria en televisión con apariciones en series de éxito como Lleno, por favor (1993), ¿Quién da la vez? (1995), El súper (1996), Ciudad sur (2001) o la última temporada de Periodistas (2001-2002).
Además intervino en la película de terror El espinazo del diablo (2002), de Guillermo del Toro y ha protagonizado junto a María Luisa Merlo y Yolanda Arestegui la serie Supervillanos (2005), primera serie de ficción española para móviles, emitida luego por La Sexta.
También ha dirigido los cortometrajes Mi jarrón chino (1996) y El Pez (1998) y ha cultivado la escultura, llegando incluso a exponer su obra. 
Más tarde, actuó como Ovidio Salmerón, el comisario asesino y psicópata de la Comisaría de Policía de Chamberí en la serie Amar en tiempos revueltos.
En mayo de 2011, Miguel Ortiz protagonizó a Esteban Yáñez de Oliveira en la serie Piratas de Telecinco.
En el año 2016, Miguel participa en cinco episodios de la novena temporada de La que se avecina.
En 2017 interpretó a Max en la nueva serie diaria de Tirso Calero en TVE, Servir y proteger.
En 2023 interpreta a Roberto en la serie de Dani de la Torre en MOVISTAR+, Marbella.
- Datos: Q9032817